# Лебедев, Виктор Михайлович (композитор)
Ви́ктор Миха́йлович Ле́бедев (5 января 1935, Ленинград, РСФСР — 11 марта 2021, Санкт-Петербург, Россия) — советский и российский композитор и музыкальный педагог. Народный артист Российской Федерации (2005). Профессор Санкт-Петербургского государственного института культуры.

## Биография
Родился 5 января 1935 года в Ленинграде.
В 1960 году окончил Ленинградскую консерваторию по классу фортепиано и органа.
С 1960 года преподавал в Ленинградском государственном институте культуры им. Н. К. Крупской. В последнее время являлся профессором, деканом основанного им факультета музыкального искусства эстрады СПбГИК и заведующим кафедрой мюзикла и эстрадно-джазового исполнительства. Преподавал дисциплины: импровизация, вокальный класс, специальность и эстрадно-джазовый вокал.
Автор музыки к 106 отечественным кинофильмам. Член Гильдии композиторов Союза кинематографистов Российской Федерации.
Скончался 11 марта 2021 года в Санкт-Петербурге. Похоронен на кладбище в Комарово.

### Семья
По линии отца племянник Анны Ахматовой.
Был трижды женат. Второй брак с балериной и актрисой Натальей Седых (род. 1948) продлился около 10 лет. Сын — Алексей (род. 1981). Третья жена — Ирина (род. 1962).

## Творчество
Оперы
- 1968 «Волшебник Изумрудного города» (Ленинград)

Оперетты
- 1970 «Охтинский мост» (Ленинград)
- 1972 «Не хочу быть королём» (Ленинград)

Балеты
- 1968 «Похождения солдата Пешкина» (телевизионный, Ленинград)
- 1973 «Волшебники зимы» (телевизионный, Ленинград)
- 1977 «Педагогическая поэма» (Ленинград)

Оркестровые сочинения, концерты
- 1969 сюита из балета «Похождения солдата Пешкина» (для камерного оркестра)
- 1969 поэма «Наедине с Россией» (слова советских поэтов, для голоса и камерного оркестра)
- 1969 цикл «Детские прелюдии» (для фортепиано)
- 1969 6 романсов на сл. Г. Аполлинера (для голоса и фортепиано)

Музыка к спектаклям и радиопостановкам
- 1971 «Дни Турбиных» (Балтийский дом|Ленинградский Государственный театр им. Ленинского комсомола)
- 1973 «Фея с улицы Лесной» (радиопостановка)
- 1974 «Вверх тормашками» (Ленконцерт)
- 1997 «Бюро счастья» (ТО «Дуэт», мюзикл)
- 2001 «Недосягаемая» (Московский драматический театр имени А. С. Пушкина)

Музыка к кинофильмам
- 1969 «Проводы белых ночей»
- 1969 «Новенький» (в к/а «Мальчишки») (короткометражный)
- 1974 «За горами, за лесами»
- 1975 «Дневник директора школы»
- 1976 «Небесные ласточки»
- 1976 «У тебя есть я»
- 1977 «Орех Кракатук»
- 1978 «Ошибки юности»
- 1978 «По улицам комод водили»
- 1980 «Мне от любви покоя не найти»
- 1980 «История кавалера де Гриё и Манон Леско»
- 1980 «Мой папа — идеалист»
- 1980 «Только в мюзик-холле»
- 1981 «20 декабря»
- 1981 «Мужество»
- 1981 «Беспокойное лето»
- 1981 «Будьте моим мужем»
- 1981 «Пропавшие среди живых»
- 1982 «За счастьем»
- 1982 «Ищите женщину»
- 1982 «Не было печали»
- 1982 «Ювелирное дело»
- 1984 «Волчья яма»
- 1984 «Герой её романа»
- 1984 «Макар-следопыт»
- 1985 «Искренне Ваш...»
- 1985 «Снайперы»
- 1987 «Белое проклятье»
- 1987 «Гардемарины, вперёд!»
- 1988 «Хлеб — имя существительное»
- 1991 «Безумная Лори»
- 1991 «Виват, гардемарины!»
- 1991 «По Таганке ходят танки»
- 1992 «Гардемарины — III»
- 1993 «Вива, Кастро!»
- 1993 «Проклятие Дюран»
- 1995 «Пьеса для пассажира»
- 1997 «Время танцора»
- 1998 «Хочу в тюрьму»
- 1999 «Цветы от победителей»
- 2000 «Зависть богов»
- 2000 «Охота на Золушку»
- 2000—2012 «Тайны дворцовых переворотов. Россия, век XVIII»
- 2001 «Женское счастье»
- 2003 «Магнитные бури»
- 2005 «Тамбовская волчица»
- 2006 «Преступление и погода»
- 2013 «Трудно быть богом»
- 2020 «Гардемарины 1787. Мир»
- 2023 «Гардемарины 1787. Война»

Музыка к мультфильмам
- 1979 «Почему ослик заупрямился?»
- 1980 «Первый автограф»
- 1987 «Про верблюжонка»

### Фильмография
- 1976 — Небесные ласточки — пианист в театре-варьете

## Награды
- Заслуженный деятель искусств РСФСР (1986);
- орден Почёта (24 сентября 2001) — за многолетнюю плодотворную деятельность в области культуры и искусства, большой вклад в укрепление дружбы и сотрудничества между народами[4];
- народный артист Российской Федерации (23 февраля 2005) — за большие заслуги в области искусства[5];
- орден Дружбы (2 февраля 2011) — за заслуги в развитии отечественной культуры и искусства, многолетнюю плодотворную деятельность[6].